# Пилкохвоста котяча акула китайська
Пилкохвоста котяча акула китайська (Galeus eastmani) — акула з роду Пилкохвоста котяча акула родини Котячі акули.

## Опис
Загальна довжина досягає 40 см. Голова помірного розміру, становить 20% довжини усього тілі. Ніс загострено. очі великі, мигдалеподібні, з мигальною перетинкою. Зіниці щілиноподібні. Під очима є маленькі горбики. За очима розташовані невеличкі бризкальця. Ніздрі відносно великі з носовими клапанами трикутної форми. Губні борозни помірної довжини розташовані в кутах рота. Рот відносно широкий, вигнутий дугою. на верхній щелепі — 47 робочих зубів, на нижній — 50. Зуби дрібні з 3-5 верхівками, з яких середня є високою та гострою, бокові — маленькі й притуплені. У неї 5 пар коротких зябрових щілин. Тулуб стрункий, подовжений. Грудні плавці великі, дуже розвинені. Має 2 невеликих спинних плавця, що розташовані ближче до хвостового плавця. Передній спинний плавець трохи більше за задній. Черевні плавці маленькі. Птеригоподії (статеві органи) самців, що на черевних плавцях, — короткі. Анальний плавець низький та широкий — вона становить 12% довжини усього тіла. Хвостовий плавець вузький. На передній частині верхнього краю присутній пилкоподібний гребінь, що утворений великою шкіряною лускою.
Забарвлення сірувате. На спині та боках присутні розмиті темні сідлоподібні плями, більш розмиті біля хвоста. Порожнина рота світла. Черево та краї плавців більш світлі.

## Спосіб життя
Тримається на глибинах від 100 до 900 м. Здатна утворювати великі зграйні скупчення за статевої ознакою, зазвичай самиці. Полює біля дна, є бентофагом. Живиться переважно кальмарами, креветками, крабами, лангустами, а також дрібною костистою рибою, морськими черв'яками.
Статева зрілість у самців настає при розмірі 31-32 см, самиць — 36-37 см. Це яйцекладна акула. Самиця відкладає 2 яйця, що поміщені в м'які й напівпрозорі капсули завдовжки 6 см та завширшки 1,6 см.
Не є об'єктом промислового вилову, у випадку потрапляння у рибальські мережі використовується для приготування рибного борошна.

## Розповсюдження
Мешкає від узбережжя о. Хонсю (Японія) до Тайваню, а також у Східно-Китайському морі (звідси походить назва цієї акули) — біля південного Китаю та північного В'єтнаму.